# ブルドックソース事件
ブルドックソース事件（ブルドックソースじけん、最決2007年(平成19年)8月7日）とは、いわゆる買収防衛策のうちポイズン・ピルを有効と認めた最高裁判所の判例となった訴訟（仮処分命令申立て事件）。

## 事件の概要
2007年6月、ソース会社であるブルドックソース（以下「ブルドック」という）を買収しようとしたアメリカの投資ファンドスティール・パートナーズの関連会社（以下「スティール」という）に対抗して、スティールによる経営権取得がブルドックの企業価値を毀損し、ひいては株主共同の利益を損なうものであることを理由に、ブルドックが全株主に1株につき3個の新株予約権を発行して、スティール以外の株主には新株予約権1個につき1個の株式と、スティールについては株式相当額の金銭を交付することをあらかじめ株主総会の特別決議を経ておこなって、新株予約権を買い取る手法等によりスティールによる持ち株比率を4分の1に引き下げようとしたことについて、スティールが新株予約権の行使の差止めなどを求めた事件について、最高裁は適法と認めた。

## 申立てに至る経緯

### 経緯における関係当事者
- スティール
  - 法律顧問：アンダーソン・毛利・友常法律事務所
- ブルドックソース
  - FA：クレディ・スイス
  - 法律顧問：西村ときわ法律事務所（2007年7月1日に西村あさひ法律事務所に改称）

### 経緯
2007年5月18日、スティールはブルドックの発行済株式の全ての取得を目的として、公開買付けを公告し、買付け期間を6月28日まで、買付け価格を1株1584円とした。その根拠は、公開買付け前平均市場価格にスティールが適切と考えるプレミアムを加算して算定したものである。ブルドックは、5月25日、スティールに対する質問事項を記載した意見事項表明書を提出し、6月1日スティールが回答した。
回答の内容は、
1. スティールは、日本において会社を経営したことはなく、現在その予定もないこと
2. スティールが、現在のところブルドックを自ら経営するつもりはないこと
3. ブルドックの企業価値を向上させることができる提案等を、どのようにして経営陣に提供できるかということについて想定しているものはないこと
4. スティールは、ブルドックの支配権を取得した場合における事業計画や経営計画を現在のところ有していないこと
5. ブルドックの日常的な業務を自ら運営する意図を有していないため、ブルドックの行う製造販売事業に係る質問について回答する必要はないこと

などが記載され、投下資本の回収方針については具体的な記載がなかった。
そのため、ブルドック取締役会は6月7日、本件公開買付けは、ブルドックの企業価値を毀損し、ブルドックの利益ひいては株主の共同の利益を害するものと判断し、本件公開買付けに反対することを決議した。
また、ブルドック取締役会は、同日、本件公開買付けに対する対応策として、
1. 一定の新株予約権無償割当てに関する事項を株主総会の特別決議事項とすること等を内容とする定款変更議案（以下「本件定款変更議案」という。）、及び
2. これが可決されることを条件として、新株予約権無償割当てを行うことを内容とする議案（以下「本件議案」という。）

を、6月24日に開催予定の定時株主総会（以下「本件総会」という。）に付議することを決定した。
本件定款変更議案のうち、新株予約権無償割当てに関する部分の概要は、「ブルドックは、その企業価値及び株主の共同の利益の確保・向上のためにされる、新株予約権者のうち一定の者はその行使又は取得に当たり他の新株予約権者とは異なる取扱いを受ける旨の条件を付した新株予約権無償割当てに関する事項については、取締役会の決議によるほか、株主総会の決議又は株主総会の決議による委任に基づく取締役会の決議により決定する。この株主総会の決議は特別決議をもって行う。」というものである。
6月24日開かれた株主総会で、本件定款変更議案及び本件議案は、いずれも出席した株主の議決権の約88.7％、議決権総数の約83.4％の賛成により可決された。
そこで決議された新株予約権の主な内容は、以下のとおりであった。
1. 新株予約権無償割当ての方法により、基準日である7月10日の最終の株主名簿及び実質株主名簿に記載又は記録された株主に対し、その有するブルドック株式1株につき3個の割合で本件新株予約権を割り当てる。
2. 本件新株予約権無償割当てが効力を生ずる日は、7月11日とする。
3. 本件新株予約権1個の行使によりブルドックが交付する普通株式の数（割当株式数）は、1株とする。
4. 本件新株予約権の行使によりブルドックが普通株式を交付する場合における払込金額は、株式1株当たり1円とする。
5. 本件新株予約権の行使可能期間は、9月1日から9月30日までとする。
6. スティール及びスティール関係者（以下、併せて「スティール関係者」という。）は、非適格者として本件新株予約権を行使することができない（以下「本件行使条件」という）。
7. ブルドックは、その取締役会が定める日（行使可能期間の初日より前の日）をもってスティール関係者の有するものを除く本件新株予約権を取得し、その対価として、本件新株予約権1個につき当該取得日時点における割当株式数の普通株式を交付することができる。ブルドックは、その取締役会が定める日（行使可能期間の初日より前の日）をもって、スティール関係者の有する本件新株予約権を取得し、その対価として、本件新株予約権1個につき396円を交付することができる（以下、これらの条項を「本件取得条項」という。）。なお、上記金額は、本件公開買付けにおける当初の買付価格の4分の1に相当するものである。
8. 譲渡による本件新株予約権の取得については、ブルドック取締役会の承認を要する。

ブルドック取締役会は、6月24日、本件議案の可決を受けて、本件新株予約権無償割当ての要項を決議するとともに、税務当局に対する確認の結果、株主に対する課税上の問題から、非適格者であるスティール関係者から本件取得条項に基づき本件新株予約権の取得を行うことができないと判断される場合であっても、スティール関係者の有する本件新株予約権の全部を、ブルドックとしてスティール関係者に何らの負担・義務を課すことなく1個につき396円の支払と引換えに譲り受ける旨決議した（以下、この決議を「本件支払決議」という）。
スティールは、これに先立つ6月13日、本件新株予約権無償割当てには、法247条の規定が適用又は類推適用されるところ、これは株主平等の原則に反して法令及び定款（以下「法令等」という。）に違反し、かつ、著しく不公正な方法によるものであるなどと主張して、原々審に対し、本件新株予約権無償割当ての差止めを求める仮処分命令の申立て（以下「本件仮処分命令の申立て」という。）をした。
しかし、原々審の東京地裁は6月28日に、原審の東京高裁は7月9日に、それぞれスティールの申立てを却下する決定を下し、スティールが最高裁に許可抗告したのが本件である。

## 申立当事者（関係者）
- 債権者（抗告人）：スティール・パートナーズ・ジャパン・ストラテジック・ファンド（オフショア）、エル・ピー(SPJSF)
- 同代理人：赤上博人、古田啓昌ほか（アンダーソン・毛利・友常法律事務所）

- 債務者（相手方）：ブルドックソース株式会社
- 同代理人：岩倉正和ほか（西村ときわ法律事務所→西村あさひ法律事務所）

## 最高裁決定要旨

### 株主平等原則との関係について
会社法109条1項で定める株主平等原則の趣旨は、新株予約権無償割当ての場合にも及び、本件新株予約権無償割当ては、スティールはその持株比率が大幅に低下するという不利益を受けることとなる。
株主平等の原則は、個々の株主の利益を保護するため、会社に対し、株主をその有する株式の内容及び数に応じて平等に取り扱うことを義務付けるものであるが、個々の株主の利益は、一般的には、会社の存立、発展なしには考えられないものであるから、特定の株主による経営支配権の取得に伴い、会社の存立、発展が阻害されるおそれが生ずるなど、会社の企業価値が毀損され、会社の利益ひいては株主の共同の利益が害されることになるような場合には、その防止のために当該株主を差別的に取り扱ったとしても、当該取扱いが衡平の理念に反し、相当性を欠くものでない限り、これを直ちに同原則の趣旨に反するものということはできない。
そして、特定の株主による経営支配権の取得に伴い、会社の企業価値が毀損され、会社の利益ひいては株主の共同の利益が害されることになるか否かについては、最終的には、会社の利益の帰属主体である株主自身により判断されるべきものであるところ、株主総会の手続が適正を欠くものであったとか、判断の前提とされた事実が実際には存在しなかったり、虚偽であったなど、判断の正当性を失わせるような重大な瑕疵が存在しない限り、当該判断が尊重されるべきである。
本件では、議決権総数の約83.4%の賛成を得て可決されたのであるから、スティール関係者以外のほとんどの既存株主が、スティールによる経営支配権の取得がブルドックの企業価値を毀損し、ブルドックの利益ひいては株主の共同の利益を害することになると判断したものということができる。
そして、本件総会の手続に適正を欠く点があったとはいえず、また、上記判断は、スティール関係者において、発行済株式のすべてを取得することを目的としているにもかかわらず、ブルドックの経営を行う予定はないとして経営支配権取得後の経営方針を明示せず、投下資本の回収方針についても明らかにしなかったことなどによるものであることがうかがわれるのであるから、当該判断に、その正当性を失わせるような重大な瑕疵は認められない。
スティール関係者は、本件取得条項に基づきスティール関係者の有する本件新株予約権の取得が実行されることにより、その対価として金員の交付を受けることができ、また、これが実行されない場合においても、ブルドック取締役会の本件支払決議によれば、スティール関係者は、その有する本件新株予約権の譲渡をブルドックに申し入れることにより、対価として金員の支払を受けられることになるところ、上記対価は、ブルドック関係者が自ら決定した本件公開買付けの買付価格に基づき算定されたもので、本件新株予約権の価値に見合うものということができる。
これらの事実にかんがみると、スティール関係者が受ける上記の影響を考慮しても、本件新株予約権無償割当てが、衡平の理念に反し、相当性を欠くものとは認められない。
なお、ブルドックが本件取得条項に基づきスティール関係者の有する本件新株予約権を取得する場合に、ブルドックはスティール関係者に対して多額の金員を交付することになり、それ自体、ブルドックの企業価値を毀損し、株主の共同の利益を害するおそれのあるものということもできないわけではないが、上記のとおり、スティール関係者以外のほとんどの既存株主はスティールによる経営支配権の取得に伴うブルドックの企業価値の毀損を防ぐためには、上記金員の交付もやむを得ないと判断したものといえ、この判断も尊重されるべきである。
したがって、スティール関係者が原審のいう濫用的買収者に当たるといえるか否かにかかわらず、これまで説示した理由により、本件新株予約権無償割当ては、株主平等の原則の趣旨に反するものではなく、法令等に違反しないというべきである。

### 著しく不公正な方法によるものか
本件新株予約権無償割当てが、株主平等の原則から見て著しく不公正な方法によるものといえないことは、これまで説示したことから明らかである。
また、ブルドックが、経営支配権を取得しようとする行為に対し、本件のような対応策を採用することをあらかじめ定めていなかった点や当該対応策を採用した目的の点から見ても、これを著しく不公正な方法によるものということはできない。
買収防衛策について事前に定めたある方が株主等の予見可能性を高め、そのような事例は増えているが、事前の定めがされていないからといって、そのことだけで、経営支配権の取得を目的とする買収が開始された時点において対応策を講ずることが許容されないものではない。
本件新株予約権無償割当ては、突然本件公開買付けが実行され、スティールによるブルドックの経営支配権の取得の可能性が現に生じたため、株主総会においてブルドックの企業価値の毀損を防ぎ、ブルドックの利益ひいては株主の共同の利益の侵害を防ぐためには多額の支出をしてもこれを採用する必要があると判断されて行われたものであり、緊急の事態に対処するための措置であること、前記のとおり、スティール関係者に割り当てられた本件新株予約権に対してはその価値に見合う対価が支払われることも考慮すれば、対応策が事前に定められ、それが示されていなかったからといって、本件新株予約権無償割当てを著しく不公正な方法によるものということはできない。
また、専ら経営を担当している取締役等又はこれを支持する特定の株主の経営支配権を維持するためのものである場合には、その新株予約権無償割当ては原則として著しく不公正な方法によるものと解すべきであるが、本件新株予約権無償割当てが、そのような場合に該当しないことも、これまで説示したところにより明らかである。
したがって、本件新株予約権無償割当てが著しく不公正な方法によるものと解されない。